# Ovala rummet

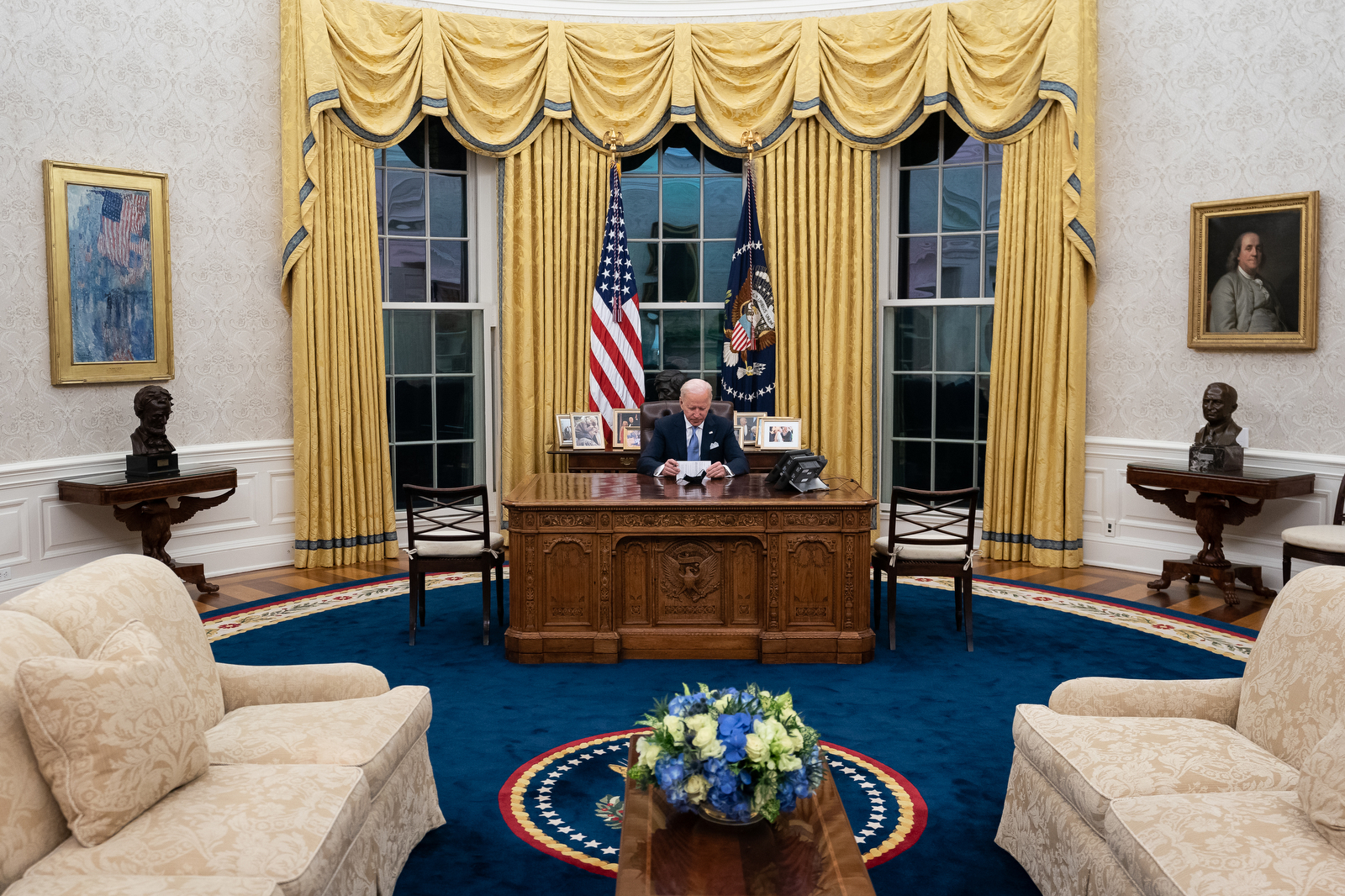
Joe Biden vid Resolute desk den 20 januari 2021

Ovala rummet (engelska: Oval Office) är den amerikanska presidentens ceremoniella arbetsrum. Det är beläget i bottenvåningen i den västra flygeln till Vita huset.

## Bakgrund och beskrivning

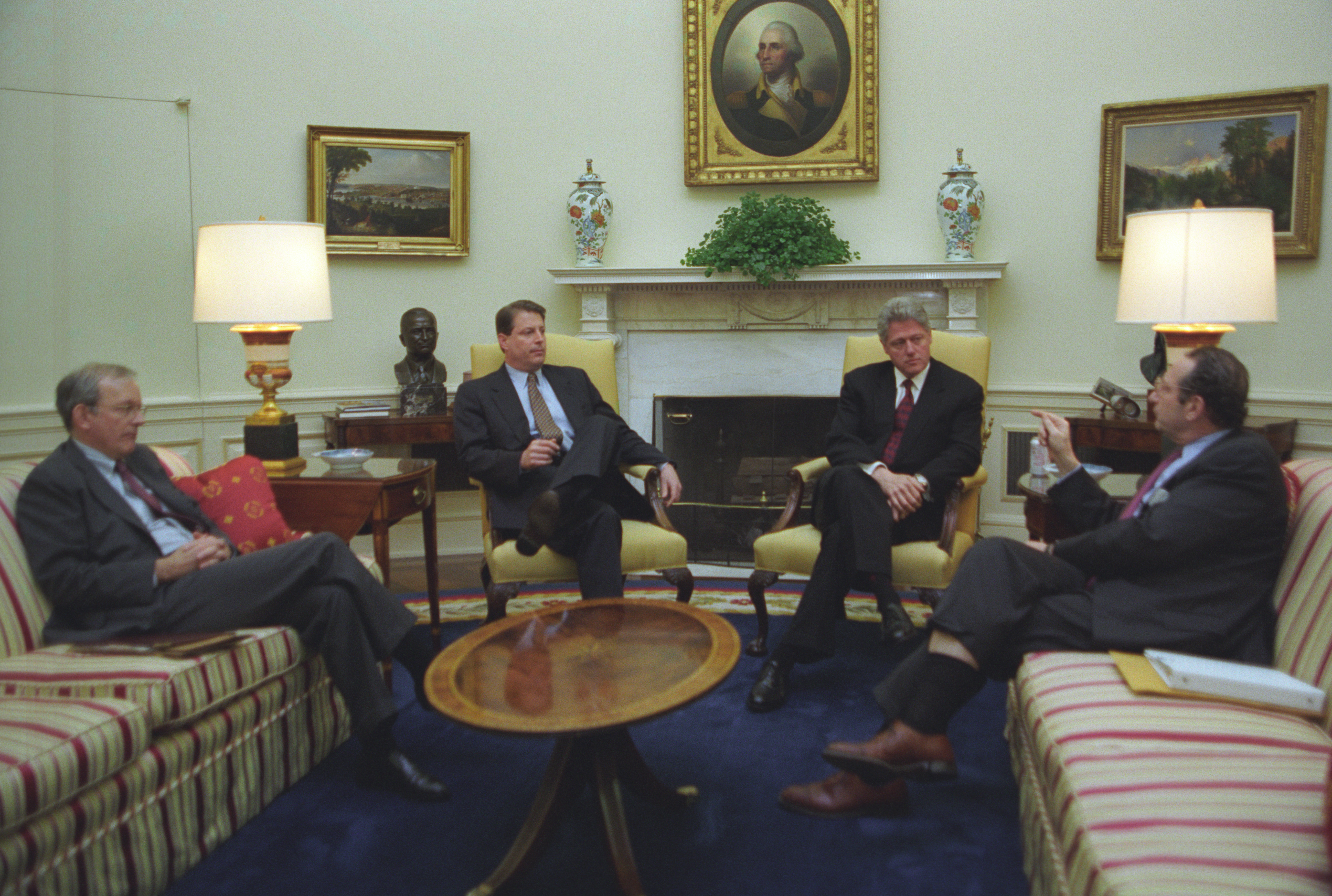
President Bill Clinton och vicepresident Al Gore i möte om Bosnienkonflikten den 22 februari 1996. Till höger är säkerhetsrådgivaren Tony Lake och till vänster CIA-chefen John Deutch.

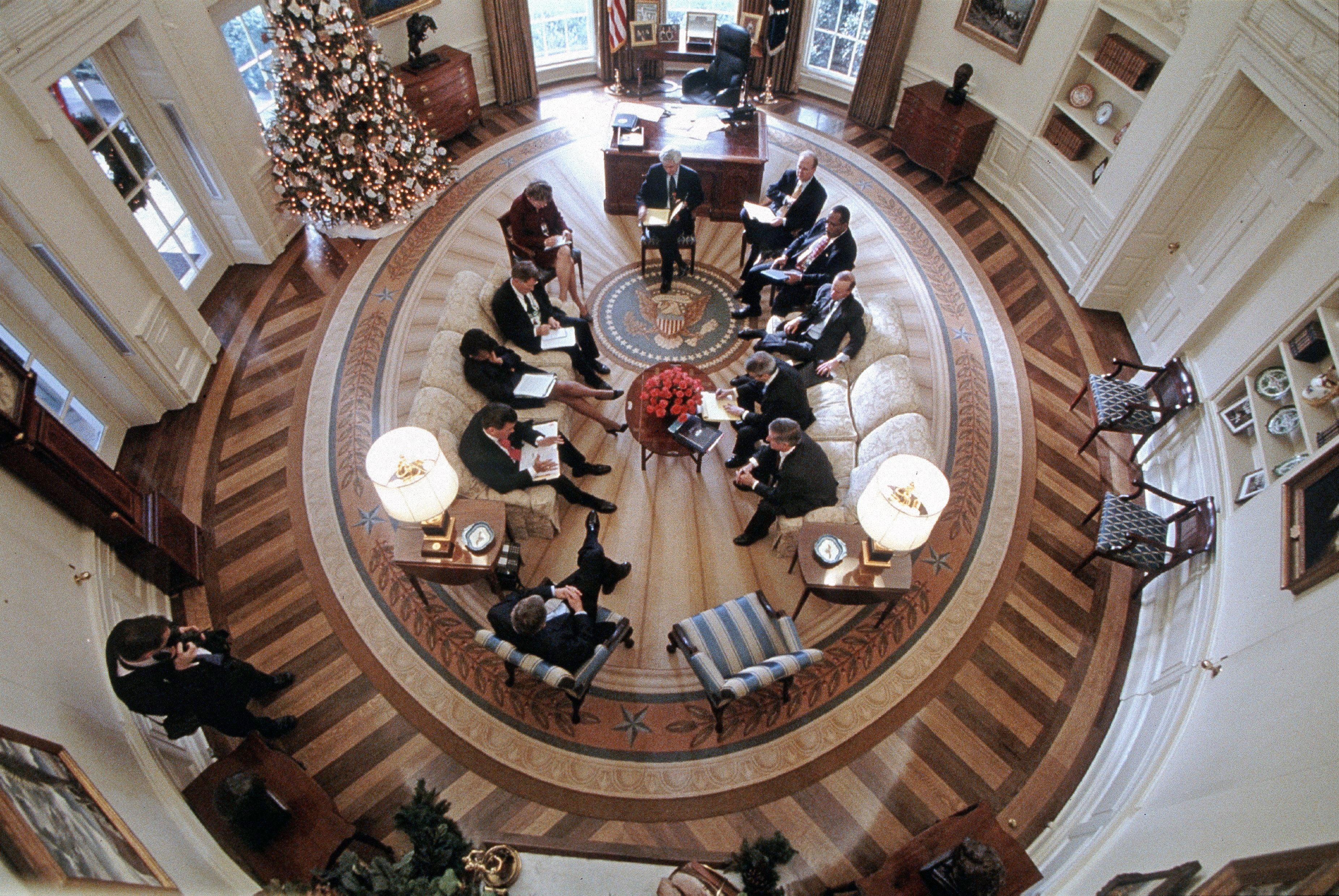
President George W. Bush i möte med rådgivare i ovala rummet, den 21 december 2001.

Det ursprungliga Ovala rummet skapades som en del av västra flygelns utbyggnad under William Howard Tafts administration 1909. Det låg vid mitten av fasaden i flygelns södra del.
Det nya Ovala rummet har fyra dörrar: den östra leder till rosenträdgården, den västra till presidentens kontorsrum och hans matsal, den nordvästra till västra flygelns korridor och den nordöstra till presidentens sekreterares rum.
Under Herbert Hoovers administration brann delar av den västra flygeln den 24 december 1929, vilket föranledde att ovala rummet flyttades till sydöstra hörnet av flygeln. Skrivbordet, som vid denna tid var Theodore Roosevelt desk, räddades från rök- och vattenskador. Det användes senare av Harry S. Truman och Dwight D. Eisenhower i det nya ovala rummet.
Traditionellt har varje president valt en egen matta i rummet, eget draperi, tavlor, skulpturer och möbler. Ovala rummet fick en mörkblå matta efter Joe Bidens tillträde som president.
En viktig möbel i rummet under flera senare presidenter är skrivbordet ”Resolute desk”, som snickrades av trä från HMS Resolute, en fregatt som övergavs under en expedition i Arktis och som sen återfanns av ett amerikanskt fartyg och återbördades till Storbritannien. När HMS Resolute höggs upp många år senare tillverkades bland annat minst tre högkvalitativa skrivbord av fartygets ekvirke. Ett av skrivborden skänktes 1880 av drottning Viktoria av Storbritannien till president Rutherford B. Hayes.
Rummet har kommit att symbolisera flera viktiga händelser i amerikansk politik. Det var där som Richard Nixon pratade med astronauterna på Apollo 11. Ronald Reagan höll sitt tal till nationen i rummet efter olyckan med rymdfärjan Challenger och det var från rummet som George W. Bush talade till nationen efter 11 september-attackerna.